# Ceresa piramidalis
Ceresa piramidalis är en insektsart som beskrevs av Remes-lenicov 1973. Ceresa piramidalis ingår i släktet Ceresa och familjen hornstritar. Inga underarter finns listade i Catalogue of Life.